# Сага об Олаве сыне Трюггви
«Сага об Олаве сыне Трюггви» или «Сага об Олаве Трюггвасоне» (исл. Ólafs saga Tryggvasonar) — произведение средневековой исландской литературы, одна из «королевских саг», созданная в XII—XIII веках и сохранившаяся в нескольких редакциях. Одна из этих редакций вошла в сборник «Круг Земной», который традиционно приписывают Снорри Стурлусону. Сага рассказывает об Олаве Трюггвасоне, правившем Норвегией в 997—1000 годах. Главный герой вскоре после рождения потерял отца, провёл детство в стране эстов и на Руси, а повзрослев, стал предводителем викингов. Он победил ярла Хакона Могучего и стал верховным конунгом Норвегии. Его самоуправство и стремление христианизировать страну спровоцировали восстание, поддержанное конунгами Швеции и Дании. В битве при Свольдере Олав погиб.
Первый вариант саги, латиноязычный, был создан приблизительно в 1190 году Оддом Сноррасоном, монахом исландского Тингейрарского монастыря. Сохранился только перевод этого произведения на древнеисландский язык. Немного позже (до 1200 года) другой монах той же обители, Гуннлауг Лейвссон, создал ещё одну сагу об Олаве на латыни, текст которой был полностью утрачен. Эта сага стала источником для Снорри Стурлусона, включившего свою редакцию текста в сборник «Круг Земной». Снорри в первой части саги развивает две сюжетные линии, не связанные между собой: это линия приключений Олава (здесь заметно влияние «саг о древних временах») и линия возвышения ярла Хакона, в рамках которой автор показывает реальные события в Северной Европе во второй половине X века. Когда главный герой возвращается в Норвегию, две линии сливаются в одну.
Приблизительно в 1300 году аббат монастыря в Мункатвера Берг Соккасон создал «Большую сагу об Олаве сыне Трюггви».